# NN Group
NN Group N.V. je mezinárodní finanční skupina se sídlem v Haagu, Nizozemsko, která se specializuje na životní a neživotní pojištění, penzijní produkty a správu aktiv. Skupina působí ve více než 10 zemích, zejména v Evropě a Japonsku, a zaměstnává přibližně 16 000 lidí (2023). Od roku 2014 je NN Group veřejně obchodovanou společností, která je kótována na Amsterdamské burze cenných papírů a je součástí indexu AEX.

## Historie
Kořeny NN Group sahají hluboko do historie nizozemského pojišťovnictví a jsou úzce spojeny se společností Nationale-Nederlanden. Tato pojišťovna vznikla v roce 1963 sloučením dvou významných nizozemských pojistitelů – De Nederlanden van 1845 (založena roku 1845) a Nationale Levensverzekerings Bank (založené v roce 1863). Po sloučení se Nationale-Nederlanden stala jednou z největších pojišťoven v Nizozemsku a začala expandovat také do dalších evropských zemí, včetně České republiky.
V roce 1991 došlo ke spojení Nationale-Nederlanden s bankovní skupinou NMB Postbank, čímž vznikla skupina ING (Internationale Nederlanden Groep). Další významný milník nastal v roce 2014, kdy byla v návaznosti na požadavky Evropské unie týkající se oddělení bankovních a pojišťovacích aktivit vyčleněna z ING právě NN Group jako samostatná entita zaměřená na pojištění a správu aktiv. Značka Nationale-Nederlanden zůstává i nadále klíčovou součástí NN Group a je využívána zejména na nizozemském trhu.
V České republice působí skupina NN zejména prostřednictvím NN Životní pojišťovny a NN Penzijní společnosti. 

### Vývoj NN v čase
- 1845: Vznik společností De Nederlanden van 1845 a Nationale Levensverzekering‑Bank.
- 1913: Vstup na belgický trh.
- 1960–1980: Akvizice a zakládání nových firem v USA, Latinské Americe, Austrálii a Asii.
- 1963: Sloučení De Nederlanden van 1845 a Nationale Levensverzekering‑Bank.
- 1978–1986: Rozšíření do Španělska, Řecka a Japonska.
- 1991: Vznik ING Group.
- 1991–2000: Rozšíření do Maďarska, České republiky, Lucemburska, Polska, Slovenska a Rumunska.
- 2006–2009: Vlna akvizic v USA a také v Bulharsku a Turecku.
- 2009: Odprodej pojišťovací části ING v Severní a Jižní Americe, Asii a Austrálii.
- 2011: Provozní rozdělení ING na pojišťovací a bankovní část.[1]
- 2013: Společnost oznamuje nový budoucí název NN.[2]
- 2014: NN Group vstupuje na trh v Amsterdamu.[3]
- 2015: Přejmenování ING Životní pojišťovny a ING Penzijní společnosti na NN.[4][5][6]